# Associazione scouts cattolici italiani
L'ASCI, Associazione scautistica cattolica italiana - Esploratori d'Italia, dal 1966 Associazione scouts cattolici italiani fu un'associazione scout cattolica italiana, fondata a Roma nel 1916 dal conte Mario di Carpegna. Nel 1974 attraverso una fusione con l'Associazione guide italiane (AGI) confluì nell'Associazione guide e scouts cattolici italiani (AGESCI).

## Storia

### La fondazione ed i primi anni
L'Associazione scautistica cattolica italiana - Esploratori d'Italia (ASCI) fu costituita il 16 gennaio del 1916 per opera del conte Mario di Carpegna, guardia nobile del Papa. L'associazione ebbe ben presto l'approvazione pontificia ed il primo commissario generale fu lo stesso Mario di Carpegna. Uno dei punti fondamentali della nuova associazione scout cattolica fu la catechesi. Qualche mese più tardi, il 28 maggio 1916, nel palazzo dei Principi Doria a Fassolo (Genova), alla presenza del commissario generale, avviene la festa del rinnovo della promessa scout delle Gioiose Liguri dei RECI di Mario Mazza che di fatto si unirono all'ASCI. Alla fondazione, l'ASCI adottò una bandiera bianca con giglio verde per distinguersi dal CNGEI che aveva bandiera verde con giglio giallo o bianco. Al verde considerato indizio di influenze massoniche (ma era verde anche la bandiera dello scautismo inglese) l'ASCI volle contrapporre il bianco, colore del Papa. Inoltre, l'ASCI adottò il giglio genovese di Mario Mazza che era stato il simbolo prima dei Ragazzi esploratori italiani (REI) e quindi del Corpo nazionale giovani esploratori italiani (CNGEI) con la sola differenza della scritta "Estote Parati" nel cartiglio.

### Lo scioglimento e la clandestinità
Il regime fascista fece sciogliere l'ASCI insieme a tutte le altre associazioni scout presenti per far confluire tutti i ragazzi nei Balilla. L'ordine venne fatto eseguire in due momenti: nel 1927 furono sciolti i riparti presenti nelle località al di sotto dei ventimila abitanti non capoluoghi di provincia, nel 1928 in tutti i restanti centri. Dopo lo scioglimento alcuni gruppi di ragazzi continuarono a riunirsi e fare attività in segreto. Il più famoso di questi gruppi fu quello delle Aquile randagie, a Milano e a Monza. Alcuni di questi scout clandestini presero parte alla Resistenza.

### La ricostituzione
L'ASCI riprese le attività subito dopo la liberazione del 25 aprile 1945.

### Lo scautismo cattolico di fronte ai mutamenti sociali del '68
Dopo le profonde riflessioni sociali e culturali innescate dall'avvento del 1968 si aprì un dibattito interno all'ASCI come pure nell'AGI. Il dibattito portò a numerose novità nell'ASCI (nuovo sentiero, smitizzazione del capo, istituzione delle comunità capi, passaggio all'uniforme grigia). Questa evoluzione dell'ASCI non fu indolore. Quello che la maggior parte dell'associazione ritenne un utile progresso causò comunque forti controversie e molti capi uscirono dall'ASCI.

### La fusione dell'ASCI con l'AGI e la nascita dell'AGESCI
La svolta definitiva si ebbe il 4 maggio 1974, l'ASCI e l'AGI, riunite in Consiglio generale congiunto, deliberarono di riunirsi nell'AGESCI (Associazione Guide e Scouts Cattolici Italiani). Questa nuova associazione, oltre a far proprie le novità recenti dell'ASCI, per tener conto delle evoluzioni educative e pedagogiche del tempo introdusse la coeducazione, la possibilità cioè di educare insieme i ragazzi e le ragazze prevedendo anche attività in comune. Il cammino dell'ASCI, con i suoi 58 anni di storia, prosegue dunque oggi nell'AGESCI.
Negli anni successivi alla fusione, molti altri capi e talvolta interi gruppi ASCI scelsero di non aderire all'AGESCI o ne uscirono dopo poco. Fra questi dissidenti dell'ASCI/AGESCI nacquero numerose associazioni non riconosciute dall'Organizzazione mondiale del movimento scout (l'organismo voluto da Robert Baden-Powell, fondatore dello scautismo, per coordinare il movimento).
Questi contestavano all'AGESCI soprattutto questi punti:
1. l'abolizione della Corte d'onore (che nell'AGESCI viene fusa con il Consiglio capi);
2. l'unificazione dei metodi educativi per i ragazzi e le ragazze;
3. una minor attenzione alla religione cattolica;
4. un eccessivo impegno politico.

La principale associazione che raccolse questi dissidenti fu l'Associazione italiana guide e scouts d'Europa cattolici, conosciuta anche come "Scouts d'Europa" o "FSE".
L'AGESCI comunque mantenne a livello di branca Esploratori e per vari anni dalla sua fondazione sia l'uniforme grigia dell'ASCI sia il suo sentiero (basato su cinque livelli), per poi modificarli nel 1979 con l'emanazione di nuovi regolamenti di branca. Questi sostituirono sia le "Norme Direttive ASCI 1971" che le equivalenti norme AGI (il cui Sentiero prevedeva tre momenti), introducendo un sentiero articolato su quattro tappe che mediava fra le due tradizioni precedenti.